# Aymen Tahar
Aymen Tahar (født 2. oktober 1989) er en algiersk fodboldspiller.